# CD163
CD163 (anglicky cluster of differenciation 163) je receptor pro zachytávání komplexu haptoglobinu-hemoglobinu (Hb-Hp) specifický pro linii monocytů/makrofágů. Tento receptor byl studován v metabolismu hemoglobinu a železa .

## Struktura a zařazení
CD163 patří mezi scavenger receptory bohaté na cysteinové zbytky (SRCR), které tvoří krátká transmembránová doména, krátký cytoplazmatický konec a extracelulární domény. Tento komplex Hb-Hp se v oběhu váže na povrchový znak CD163 na monocytu, následně je endocytován a degradován hemooxidázou-1 (HO-1) na hem, který má ve své struktuře železo. CD163 je také exprimován na rezidentních makrofázích kostní dřeně a dalších makrofázích, které se podílejí na tvorbě erytroblastických ostrůvků. Zde funguje jako receptor adheze erythroblastu a může hrát úlohu v regulaci erytropoézy. Kromě těchto homeostatických funkcí vazby CD163 s monoklonálními protilátkami namířenými proti CD163, vyvolává produkci zánětlivých mediátorů, jako je oxid dusnatý, TNF- α, IL-1ß, IL-6, a IL-10, což naznačuje potenciální úlohu v imunitě a v obraně hostitele .

## Membránová exprese
Zvýšená exprese tohoto povrchového receptoru (strukturně glykoproteinu) je typickým znakem diferenciace makrofágů v alternativně aktivované formy. K této aktivaci a ke zvýšení exprese CD163 dochází ve tkáních reagujících na zánět. V homeostatických podmínkách je exprese CD163 na monocytech 10krát až 15krát nižší než exprese na makrofázích. Zvýšené exprese CD163 je zejména u subpopulace CD14highCD16+ monocytů, která má protizánětlivý fenotyp . Pokud je však přidán zánětlivý stimul, odpověď monocytů CD163 je podobná jako reakce makrofágů, což ukazuje, že CD163 je tedy potenciálním biomarkerem zánětu .

## Funkce
Rozpustná forma (sCD163) vzniká působením metaloproteázového enzymu, který štěpí TNF-α, a jeho zvýšená hladina je nalezena v séru zejména u akutních a chronických zánětlivých onemocnění (revmatoidní artritidy a karcinomů) a u těžkých septických stavů nebo u selhání jater . Při některých virových infekcích např. HIV se ukázalo, že exprese sérové i membránové formy CD163 koreluje s klinickým stavem a antiretrovirovou terapií. Byla také zkoumána souvislost mezi sCD163 s aterosklerózou, obezitou a rezistencí vůči inzulínu. Zdá se, že sCD163 by mohla mít predikční význam pro nástup diabetu 2. typu . Většina upregulátorů exprese CD163 na monocytech jsou protizánětlivé cytokiny, jako je IL-10 a glukokortikoidy, do budoucna by tedy mohla být sCD163 používaná jako biomarker pro rezistenci k inzulinu a intoleranci glukózy vyvolanou zánětem. CD163 také může fungovat jako makrofágový receptor pro bakterie. Bylo prokázáno, že CD163 váže jak gram-pozitivní, tak i negativní bakterie a dříve identifikovaný motiv vázající buňky v druhé scavengerové doméně CD163 byl dostatečný pro zprostředkování této vazby. Exprese CD163 v monocytárních buňkách podporovala produkci prozánětlivých cytokinů indukovaných bakteriemi. Nově vytvořené antagonistické protilátky proti CD163 byly schopné účinně inhibovat produkci cytokinů vyvolaných bakteriemi v čerstvě izolovaných lidských monocytech. Tato zjištění dělají z CD163 makrofágový receptor pro bakterie a naznačují, že během bakteriální infekce CD163 na rezidentních tkáňových makrofágách působí jako vrozený imunitní senzor a marker lokálního zánětu. Rozpoznání bakterií pomocí CD163 silně zvýšilo produkci zánětlivých cytokinů v monocytických THP-1 buňkách a produkce cytokinů čerstvě izolovanými lidskými monocyty byla silně potlačena novou agonistickou mAb proti CD163 .